# Sault-Saint-Remy
Sault-Saint-Remy ist eine französische Gemeinde mit 208 Einwohnern (Stand 1. Januar 2022) im Département Ardennes in der Region Grand Est (vor 2016 Champagne-Ardenne). Sie gehört zum Arrondissement Rethel, zum Kanton Château-Porcien und zum Gemeindeverband Pays Rethélois.

## Geografie
Die Gemeinde Sault-Saint-Remy liegt an der Retourne in der Trockenen Champagne, etwa 20 Kilometer nördlich von Reims an der Grenze zum Département Marne. Umgeben wird Sault-Saint-Remy von den Nachbargemeinden Asfeld im Nordosten, Roizy im Osten, Boult-sur-Suippe im Süden, Houdilcourt im Westen sowie Vieux-lès-Asfeld im Nordwesten.

## Geschichte
Die Ortschaft wurde erstmals im 12. Jahrhundert als Salix Sancti Remigii erwähnt.

## Bevölkerungsentwicklung
| Jahr                       | 1962 | 1968 | 1975 | 1982 | 1990 | 1999 | 2006 | 2019 |
| Einwohner                  | 106  | 101  | 92   | 114  | 176  | 161  | 159  | 218  |
| Quellen: Cassini und INSEE |      |      |      |      |      |      |      |      |

## Sehenswürdigkeiten
- Kirche Saint-Rémi